# Прость
Прость (рос. Прость) — присілок у складі Підосиновського району Кіровської області, Росія. Входить до складу Демьяновського міського поселення.
Населення становить 1 особа (2010, 7 у 2002).
Національний склад станом на 2002 рік — росіяни 100 %.